# Ван Партибъл
Ван Партибъл (на английски: Van Partible) е американски аниматор, роден през 1971 година. Истинското му име е Ефрам Джовани Браво Партибъл (на английски: Efram Giovanni Bravo Partible). Известен е с това, че е създателят на анимационния сериал Джони Браво. След края на сериала работи върху сериала Медиум (Medium). През 1993 завършва Лойола Маримаунт Юнивърсити.